# Mudhoney (band)
Mudhoney is een Amerikaanse grungeband die in januari 1988 werd opgericht. De band maakte met onder meer Pearl Jam, Nirvana en Soundgarden deel uit van de zogenaamde Seattle-scene. De muziek bestaat uit scheurende gitaren met daarbij de ruwe zang van voorman zanger Mark Arm. Bassist Matt Lukin verliet de band in 1999 maar kwam in december 2000 kort terug voor een tour die duurde tot januari 2001. Zijn vervanger was Guy Maddison.

## Discografie

### Studioalbums
- Mudhoney, 1989
- Every Good Boy Deserves Fudge, 1991
- Piece of Cake, 1992
- My Brother the Cow, 1995
- Tomorrow Hit Today, 1998
- Since We've Become Translucent, 2002
- Under a Billion Suns, 2006
- The Lucky Ones, 2008
- Vanishing Point, 2013
- "Digital Garbage" 2018
- "Plastic Eternity" 2023

### Verzamelalbums
- Superfuzz Bigmuff Plus Early Singles, 1990
- March to Fuzz, 2000
- Head on the Curb, 2011

### Livealbums
- Mudhoney Live, 1993
- Here Comes Sickness: The Best of the BBC, 2000
- Live Mud, 2007
- Live at El Sol, 2009
- Live at Third Man Records, 2014
- On Top: KEXP Presents Mudhoney Live on Top of the Space Needle, 2014

### Ep's
- Superfuzz Bigmuff, 1988
- Boiled Beef & Rotting Teeth, 1989
- Let It Slide, 1991
- Five Dollar Bob's Mock Cooter Stew, 1993
- Buckskin Stallion Blues, 1994